# 薔薇輝石
薔薇輝石，又称玫瑰石，是一种含錳的鏈矽酸鹽矿物以及準輝石族的成员，以三斜晶系结晶。它通常以可解理的形式出現，呈現玫瑰紅色（這個名字來源於希臘ῥόδος，rhodos，玫瑰色），由於表面氧化，因此往往趨近於褐色。
薔薇輝石的晶體通常有厚板狀习性，但很少見。它有一個完美的棱柱形解理，幾乎成直角。硬度為5.5-6.5，和比重3.4-3.7;光澤為玻璃光澤，在解理面上不太常见。錳通常部分被鐵、鎂、鈣、有时是鋅取代，这些锌有时可能大量存在；一种含有高達20％氧化鈣的灰棕色品種被稱為鈣薔薇輝石; 鋅薔薇輝石是一种含鋅品種，含有氧化鋅7％。

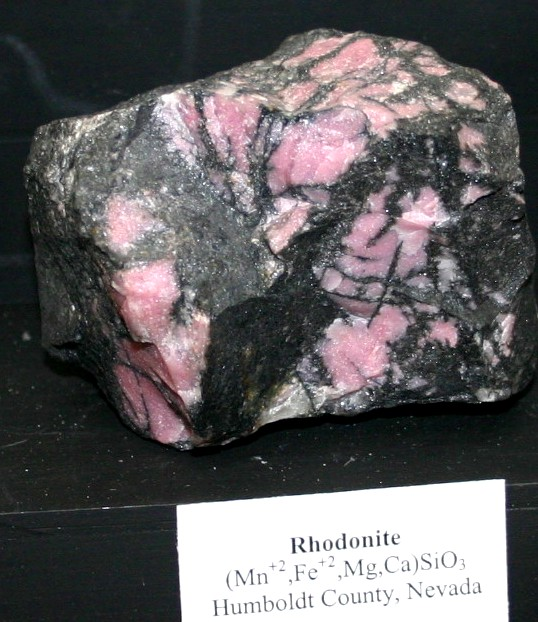
与黑色氧化锰形成鲜明对比的粉红色蔷薇辉石有时被用作宝石材料，如内华达州洪堡县的这个标本中所见。

薔薇輝石是马萨诸塞州的官方宝石。

## 晶體結構

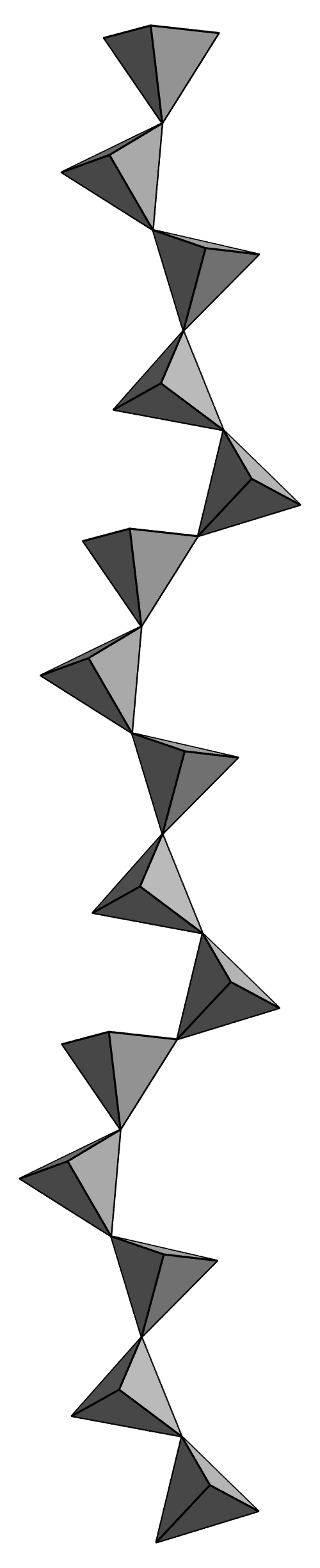

薔薇輝石的鏈矽酸鹽結構有五個二氧化矽四面體的重複單元。稀有的多型体三斜錳輝石是在不同的壓力與溫度條件下形成，化學成分相同，但有七個四面體的重複單元。

## 薔薇輝石族礦物
2019年經過晶體結構的分析，過去被稱為薔薇輝石的礦物又可以再細分以下幾種，並建立「薔薇輝石族礦物」。
- 狹義的薔薇輝石 （Rhodonite、CaMn2+3Mn2+(Si5O15)）
- Vittinkiite[註 2]（Vittinkiite、MnMn3Mn(Si5O15））[7]
- 鐵薔薇輝石（Ferrorhodonite、CaMn3Fe(Si5O15)）[8]